# 荒木麻里子
荒木 麻里子 （あらき まりこ、1986年1月2日 - ）は、フリーアナウンサー。元SBS静岡放送アナウンサー。元タレント。静岡協同エージェンシー所属。かつてはセント・フォース、舎鐘(提携)に所属していた。

## 略歴
- 神奈川県平塚市出身。血液型はB型。
- 『みんなが出るテレビ』（以下･みんテレ。テレビ神奈川）の女子大生リポーター、『池袋シネマ通り』（としまテレビ）のリポーターとして活躍。2007年10月から2008年6月まで、アメリカ･カリフォルニア州デービスへ留学。帰国後、同年9月に明治学院大学経済学部を卒業。
- 2008年10月、大学卒業を機に自身が開設したブログを閉鎖。
- 2009年4月、静岡放送へアナウンサーとして入社。みんテレで共演した木村佳那子（同社元契約社員）とは2010年3月まで同僚だった。
- 2013年2月、静岡放送を退社。ただし、一部の担当番組は3月まで出演。
- 2013年春、セント・フォースに所属。フリー転向。
- 2015年に結婚、妊娠。9月10日を最後に産休に入り[1]、10月に第1子男児を出産[2]。これに伴いセント・フォースとは2016年3月までに契約を解除。
- 2020年現在、静岡協同エージェンシーに所属[3]し、静岡県内を中心にフリーアナウンサーとして活動中。

## 人物・エピソード
- 趣味はサッカー観戦、カフェ巡り、旅行、英会話。
- みんテレではYokohama Music Powerで学生オーケストラ-･プロジェクトのリーダーを務めた[4]。また、同期のリポーターからはマリリンと呼ばれていた。
- みんテレで共働した坂本洋子（元福島放送→静岡第一テレビ）とは今でも仲が良く、ブログにも度々登場する[5]。

## フリー転向後の担当番組
- TBSニュースバード キャスター（2013年4月 - 2014年9月）
- Go!Go!ベルマーレ（湘南ケーブルテレビ、2013年3月 - 2015年1月）
- Nスタ リポーター（TBSテレビ、2014年10月 - 遅くとも2015年9月）
- ワイド!スクランブル・第2部（テレビ朝日・特集リポーター。2015年3月5日 - 遅くとも2015年9月、不定期出演）
- Soleいいね! 月 - 木曜アシスタント（静岡放送、2015年3月30日 - 同年9月）

## 静岡放送時代の担当番組
テレビ番組
- SBSイブニングeye（リポーター、2010年4月 - 2013年3月）
- しずモテStyle（2012年1月 - 2013年2月）
- 静岡発そこ知り（静岡放送）企画により不定期出演
- スカパー!Jリーグ中継（静岡放送制作分でのジュビロ磐田ベンチリポート担当）
- SBSみなスポ5（MC、2012年4月 - 2013年3月）
- SBSサンデーニュース、静岡新聞ニュースなどにシフト持ち回りで出演
- 元旦から生放送!!新年!メデタイ静岡〜生でモチモチいかせて〜（2013年1月1日、2014年1月1日[6][7]）

ラジオ番組
- 荒木麻里子のMUSIC DIVE（2010年4月 - 2013年2月、日曜日19:00 - →2010年10月より日曜日20:00 - →2011年10月より日曜日15:00 - ）
- 大切なあなたへ〜Message for You〜（2010年1月 - 2010年4月、日曜日11:00 - ）
- アナらじ（2009年4月 - 2012年3月、水曜日担当→2011年10月より木曜日担当）

## 学生時代の出演番組・活動
- みんなが出るテレビ （テレビ神奈川、2006年7月 - 2008年1月[8]）
- 池袋シネマ通り （としまテレビ、2007年4月 - 2007年6月）
- 家庭教師のトライT-1グランプリ（2005年）
- YUKKIY『大きな手[リンク切れ]』PV出演（みんテレの1コーナーであるYokohama Music Powerで製作）